# Spot de kitesurf
Pour les articles homonymes, voir Spot.
 (août 2009).
 (mai 2014).
Un spot de kitesurf est un site côtier propice ou réputé pour la pratique de ce sport. 

## Caractéristiques
Un spot est caractérisé par des paramètres tels que l'orientation de la plage et son exposition au vent et à la houle, la profondeur d'eau, son accessibilité, la nature de la côte et du fond, la qualité et la température de l'eau, la fréquentation et la présence d'autres sport de glisse (surf et Windsurf notamment) et les autorisations administratives.

## Sites internet proposant une carte des spots
Certains sites internet recensent les spots de kitesurf dans leur base de données et fournissent une « carte des spots ». Ces cartes sont pour la plupart collaboratives :
- Zoomkite.com Des spots de kitesurf très détaillés : météo, navigation, réglementation...
- KiteSpots.net
- AlloSurf.net
- Kiter.io

## Les spots de kitesurf dans le monde

### Afrique

#### Océan Indien
- Ambolimailaka (Madagascar)
- Baie de Sakalava (Madagascar)
- Mer d'Emeraude (Madagascar)
- Le Morne (Île Maurice)
- Anse la Raie (Île Maurice)
- Anse Mourouk (Île Rodrigues)
- Ravine Blanche (Île de la Réunion)
- La Saline (Île de la Réunion)

#### Maroc
- Azemmour
- Dakhla

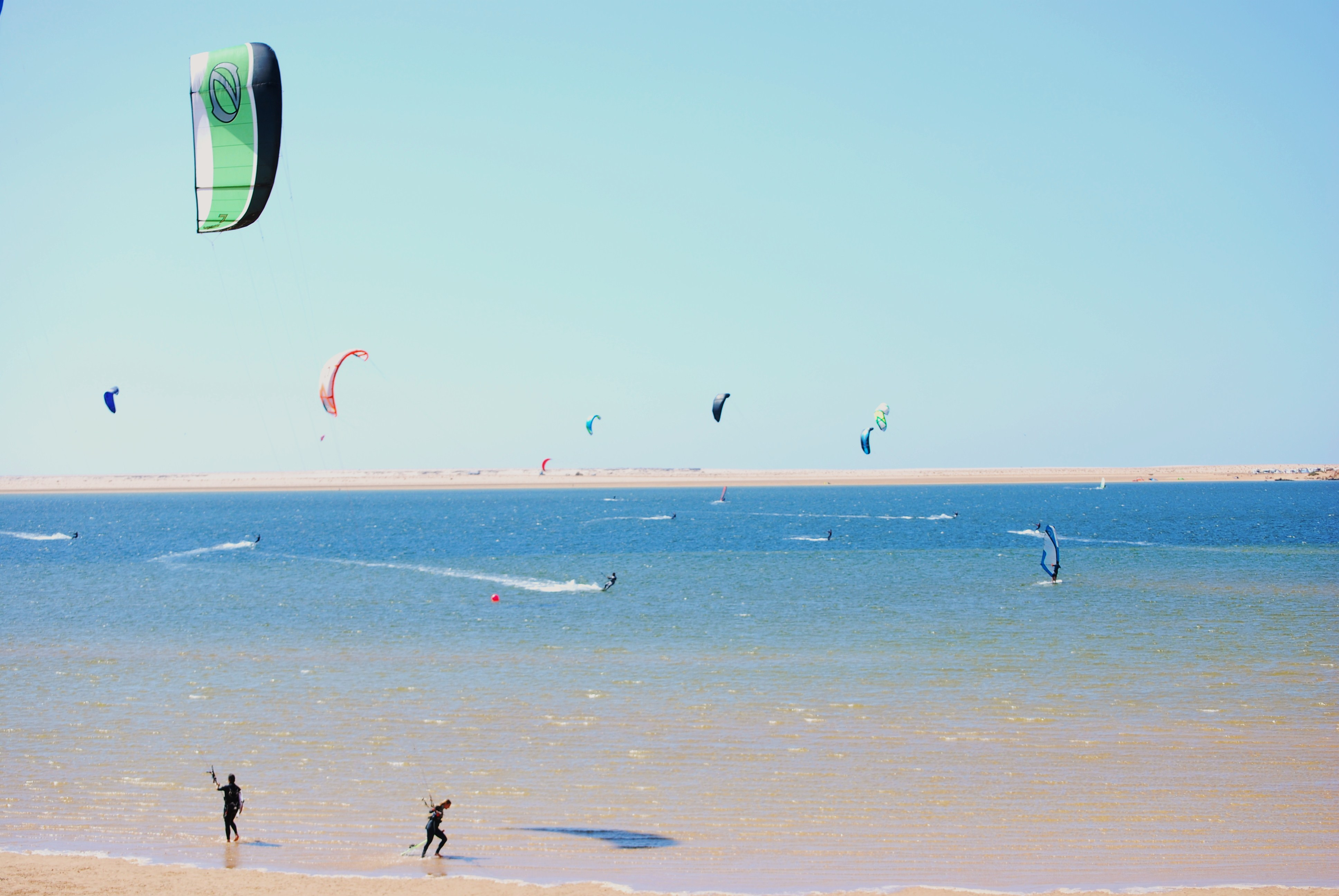
Spot de kitesurf à Dakhla

- Essaouira, organisation de la Coupe du Monde de kitesurf KPWT
- Moulay Bouzerktoun, au nord d'Essaouira km 25, organisation de la Coupe du Monde de kitesurf (épreuve « vagues »).

#### Tunisie
- Djerba
- Kalâat el-Andalous
- El Haouaria
- Téboulba
- Kerkennah

#### Égypte
- Zafarana
- Ras Sudr

### Asie
- Boracay, Philippines
- Kalpitya, Sri Lanka
- Mũi Né, Vietnam
- Bali, Indonésie

#### Sultanat d'Oman
- Al Sawadi Beach
- Masirah Island [1].

### Amérique

#### Canada
- Les îles de Lamèque et de Miscou.
- Iles de la Madeleine, passage de la coupe du monde PKRA (professional kiteboard riders association).
- Shippagan
- Isle-aux-Coudres
- Baie-Saint-Paul

#### Brésil
- Canoa Quebrada
- Jericoacoara
- Itarema
- Paracuru
- Cumbuco
- Icarai de Amontada
- Ibiraquera

#### Caraïbes
- Cabarete
- Saint Barth -  Baie de grand cul de sac
- Saint Martin
- El Yaque
- Exumas

### Europe

#### Espagne
- Tarifa
- Rosas
- Tenerife (Canaries), El Medano
- Fuerteventura (Canaries)

#### France

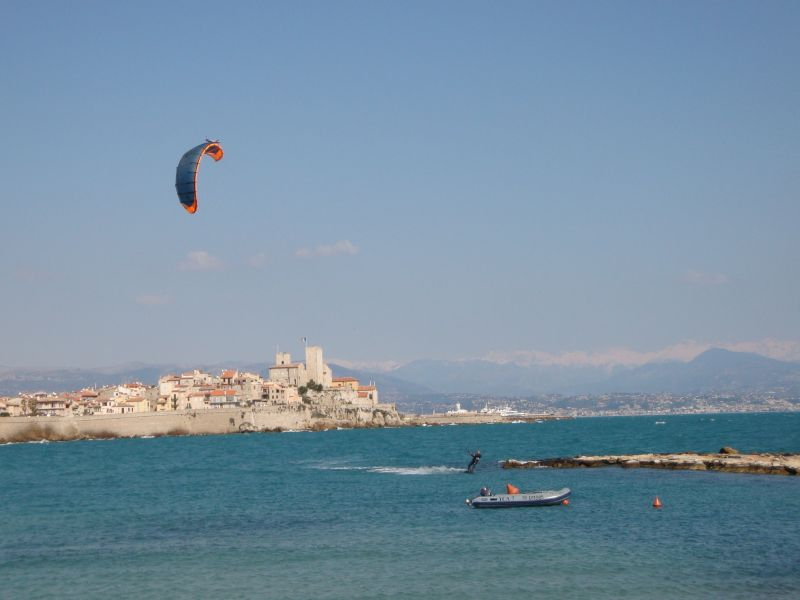
Kitesurf devant la citadelle d'Antibes

- Dunkerque, organisation de la Coupe du Monde de Kitesurf KPWT
- Leucate, où a lieu le mondial du vent, étape du championnat du monde PKRA
- Berck, organisation de la Coupe de France de mountainboard
- La Baule, côté Pornichet par vent d'ouest et devant le Casino par vent sud-ouest
- Pont-Mahé, faible profondeur à marée haute par vent d'ouest
- Saint-Gilles-Croix-de-Vie, organisation de la Coupe du Monde de Kitesurf KPWT
- Baie de Lancieux, grande baie praticable par toutes orientations de vent, faible profondeur
- Jonville (Manche), eaux peu profondes et navigables par toutes orientations
- le Semnoz (Annecy), pour une pratique sur la neige (snowkite)

##### Spots régions métropolitaines
| Carte                      | Région                     | Département          | Spots |
| -------------------------- | -------------------------- | -------------------- | --- |
| Auvergne-Rhône-Alpes       | Auvergne-Rhône-Alpes       | Isère                | Lac de Monteynard |
| Bourgogne-Franche-Comté    | Bourgogne-Franche-Comté    |                      | |
| Bretagne                   | Bretagne                   | Ille-et-Vilaine      | Saint-Malo (Le sillon - d'intra muros à Rochebonne) |
| Bretagne                   | Bretagne                   | Côtes-d'Armor        | Baie de Lancieux - Baie de Saint-Brieuc (Erquy Caroual - Pléneuf Val-André - Les Rosaires - Les Godelins) - |
| Bretagne                   | Bretagne                   | Finistère            | Santec (Le Dossen) - Tréflez (Dune de Keremma - Odé Wraz) - Landeda (Sainte Marguerite) - Lampaul-Ploudalmézeau (Les trois Moutons) - Douarnenez (Pentrez) - La Torche (Pors Carn) - Les Glénan                                             |
| Bretagne                   | Bretagne                   | Morbihan             | Ploemeur (Fort-Bloqué) - Gâvres (Petite mer de Gâvres) - Erdeven (Kerhilio - La main verte) - Quiberon (Plage des Palissades - Plage des Sables Blancs - Isthme de Penthièvre) - Sarzeau (Penvins)                                          |
| Centre-Val de Loire        | Centre-Val de Loire        |                      | |
| Corse                      | Corse                      | Haute-Corse          | Calvi - Palasca (L'Ostriconi) |
| Corse                      | Corse                      | Corse-du-Sud         | Porto Pollo - Coti-Chiavari (Portigliolo) - Figari (Pont de Ventilegne) - Bonifacio (Balistra - La Tonnara - Piantarella) |
| Grand Est                  | Grand Est                  |                      | |
| Hauts-de-France            | Hauts-de-France            | Nord                 | Dunkerque/Malo-les-Bains |
| Hauts-de-France            | Hauts-de-France            | Pas-de-Calais        | Gravelines - Wissant - Wimereux - Hardelot - Le Touquet - Berck |
| Hauts-de-France            | Hauts-de-France            | Oise                 | |
| Hauts-de-France            | Hauts-de-France            | Somme                | Fort-Mahon - Le Crotoy |
| Île-de-France              | Île-de-France              |                      | |
| Normandie                  | Normandie                  | Seine-Maritime       | Saint-Aubin-sur-Mer |
| Normandie                  | Normandie                  | Calvados             | Houlgate - Cabourg (le Menhir) - Merville-Franceville - Ouistreham (Pointe du Siège - Riva-Bella) - Asnelles |
| Normandie                  | Normandie                  | Manche               | Siouville - Réville (Plage de Jonville) - Jullouville - Langrune-sur-Mer |
| Nouvelle-Aquitaine         | Nouvelle-Aquitaine         | Charente-Maritime    | La Tremblade (La Palmyre) - Ile de Ré - Châtelaillon - Ile d'Oléron |
| Nouvelle-Aquitaine         | Nouvelle-Aquitaine         | Gironde              | Hourtin - Bassin d'Arcachon - Lacanau - Gujan-Mestras (Plage de La Hume) |
| Nouvelle-Aquitaine         | Nouvelle-Aquitaine         | Les Landes           | Biscarrosse - Hossegor |
| Nouvelle-Aquitaine         | Nouvelle-Aquitaine         | Pyrénées-Atlantiques | Anglet |
| Occitanie                  | Occitanie                  | Pyrénées-Orientales  | Saint-Cyprien/Canet (Pont des basses - Zone Sud) - Palavas-les-Flots - Le Barcarès (Bassin des Dins D’Ille - 3 colonnes) |
| Occitanie                  | Occitanie                  | Aude                 | Leucate (Les 3 Colonnes - Parc des Dosses - Les Coussoules) - - Étang de La Palme - Gruissan - Narbonne-Plage - Saint-Pierre-la-Mer |
| Occitanie                  | Occitanie                  | Hérault              | Agde (La Tamarissière) - Frontignan (Étang d'Ingril (Les Aresquiers) - Plage) - Villeneuve-lès-Maguelone - Carnon (Petit Travers) - La Grande-Motte (Le Grand Travers) - Beauduc - Étang de Thau (Sète (le Pont Levis) - Marseillan - Mèze) |
| Occitanie                  | Occitanie                  | Gard                 | Le Grau-du-Roi (Plage de l'Espiguette) - Port Camargue (Plage Nord - Plage Sud) |
| Pays de la Loire           | Pays de la Loire           | Loire-Atlantique     | Pont-Mahé - Mesquer (Sorlock) - La Turballe (Pen Bron) - La Baule/Pornichet - Saint-Brevin-les-Pins (L'Ermitage - Le Pointeau - Les Rochelets)                                                                                              |
| Pays de la Loire           | Pays de la Loire           | Vendée               | Fromentine (La Grande Côte - Baie de Bourgneuf) - Saint-Jean-de-Monts - Saint-Gilles-Croix-de-Vie - Bretignolles-sur-Mer (Plage des dunes)                                                                                                  |
| Provence-Alpes-Côte d'Azur | Provence-Alpes-Côte d'Azur | Bouches-du-Rhône     | Port-Saint-Louis-du-Rhône (Plage Carteau) - Étang de Berre (Le Jaï) |
| Provence-Alpes-Côte d'Azur | Provence-Alpes-Côte d'Azur | Var                  | Hyères (L'Almanarre) - Fréjus (Saint-Aygulf) |
| Provence-Alpes-Côte d'Azur | Provence-Alpes-Côte d'Azur | Alpes-Maritimes      | Antibes - Cannes (Palm Beach) - Saint-Laurent-du-Var |
| Provence-Alpes-Côte d'Azur | Provence-Alpes-Côte d'Azur | Hautes-Alpes         | Lac de Serre-Ponçon |

##### Spots régions ultramarines
| Carte      | Région     | Spots |
| ---------- | ---------- | ----- |
| Guadeloupe | Guadeloupe |       |
| Martinique | Martinique |       |
| Guyane     | Guyane     |       |
| La Réunion | La Réunion |       |
| Mayotte    | Mayotte    |       |

##### Spots Collectivité d'outre-mer
| Carte                    | Région                   | Spots            |
| ------------------------ | ------------------------ | ---------------- |
| Polynésie française      | Polynésie française      |                  |
| Saint-Barthélemy         | Saint-Barthélemy         |                  |
| Saint-Martin             | Saint-Martin             |                  |
| Saint-Pierre-et-Miquelon | Saint-Pierre-et-Miquelon | Étang de Mirande |
| Wallis-et-Futuna         | Wallis-et-Futuna         |                  |

##### Spots Collectivité à statut spécial
| Carte              | Région             | Spots                                                            |
| ------------------ | ------------------ | ---------------------------------------------------------------- |
| Nouvelle-Calédonie | Nouvelle-Calédonie | Îlot Maître - Poé (Bourail) - Nouméa (Plage de la Pointe Magnin) |

#### Suisse
- Lac de Silvaplana
- Lac de Neuchâtel (Saint-Blaise)